# ستيف بورتر
ستيف بورتر (بالإنجليزية: Steve Porter)‏ هو ملحن ومنتج أسطوانات أمريكي، ولد في عقد 1970.

## وصلات خارجية
- الموقع الرسمي
- ستيف بورتر على موقع ميوزك برينز (الإنجليزية)
- ستيف بورتر على موقع أول ميوزيك (الإنجليزية)
- ستيف بورتر على موقع ديسكوغز (الإنجليزية)